# Eodorcadion egregium
Eodorcadion egregium är en skalbaggsart som först beskrevs av Edmund Reitter 1897.  Eodorcadion egregium ingår i släktet Eodorcadion och familjen långhorningar. Inga underarter finns listade i Catalogue of Life.